# Bitz i Bob: Ty też tak potrafisz!
Bitz i Bob: Ty też tak potrafisz! (ang. Bitz & Bob: You can do it too!, 2018) – brytyjsko-kanadyjski program dla dzieci bazujący na odcinkach serialu Bitz i Bob. Program w Polsce emituje stacja CBeebies.
Odcinki programu emitowane są po odcinkach serialu Bitz i Bob i zawsze są do nich adekwatne (np. jeśli wyemitowano 1. odcinek serialu Bitz i Bob, zaraz po nim wyemitowano by odcinek programu Bitz i Bob: Ty też tak potrafisz!, który na nim bazuje.)

## Obsada
- Dolly Heavey – Bitz[1]
- Duke Davis – Bob

## Opis
Bitz i jej młodszy brat Bob zapraszają do wspólnego majsterkowania. Dwójka rodzeństwa eksperymentuje z różnymi materiałami i tworzy z nich ciekawe przedmioty, które młodzi widzowie mogą sami wykonać w domu. Gospodarze programu przekazują dzieciom dokładne instrukcje i dzielą się wskazówkami technicznymi.

## Wersja Polska
W wersji polskiej wystąpili:
- Jakub Mrowiec – Bob
- i Kinga Kasicka – Bitz

Kierownictwo produkcji: Paweł Żwan
Opracowanie wersji polskiej: Studio Tercja Gdańsk dla Hippeis Media International
Lektor tyłówki: Jacek Labijak